# Johann Seelos
Johann „Hans“ Seelos (* 28. September 1914 in Seefeld in Tirol; † 18. April 1945 in Jugoslawien) war ein österreichischer Skirennläufer. Er war der jüngere Bruder von Toni Seelos.

## Biografie
Nach guten Leistungen im Juniorenbereich gelangen ihm 1933 erste Erfolge bei den Rennen in Garmisch-Partenkirchen, wo er unter anderem einen vierten Platz in Abfahrt und Kombination erreichte. Die ersten Siege feierte er 1935 in der Abfahrt am Glungezer und in der Kombination bei den Rennen um den Goldenen Ring in Seefeld. Ein Jahr später gewann er in Seefeld die Abfahrt und wurde Zweiter in der Kombination; den Slalom am Hafelekar entschied er ebenfalls für sich. Bei den prestigeträchtigen Arlberg-Kandahar-Rennen in St. Anton konnte er sich in Abfahrt und Kombination unter den besten zehn platzieren. 1936 nahm Seelos auch an den Weltmeisterschaften in Innsbruck teil. Er kam dort aber nur in der Abfahrt zum Einsatz und konnte das Rennen nicht beenden. Weitere Podestplätze gelangen ihm 1937 im Slalom des Silberkugel-Rennens in Seefeld und im Slalom von Garmisch. Aufgrund einer Verletzung nahm er im Winter 1938 nur noch selten an Rennen teil und arbeitete vorwiegend als Lehrer in der Skischule seines Bruders.
Nach Ausbruch des Zweiten Weltkrieges wurde Seelos in die Wehrmacht einberufen und kam an verschiedenen Fronten zum Einsatz. Seit dem 18. April 1945 gilt er als vermisst.